# Kruidenbad
Bij een kruidenbad is badwater met kruiden verrijkt. Aan kruidenbaden worden diverse werkingen toegeschreven: kalmerend, stimulerend en genezend, mede afhankelijk van de gebruikte kruiden.

## De toevoegingen
De kruiden kunnen vers, gedroogd, als extract of als olie aan het water worden toegevoegd.

## Geschiedenis
Al van de Romeinen is bekend, dat zij in hun thermen kruidenbaden gebruikten.

## Werking
In de handel worden verschillende kruiden verschillende werkingen toegeschreven. De gebruikte terminologie is echter niet of alleen zeer ten dele wetenschappelijk onderbouwd.
Zo kan een kruidenbad heilzaam, vitaliserend en deugddoend worden aangewend.
Het kruidige water heeft direct invloed op de huid, maar ook aan de inademing van de etherische oliën worden invloeden toegeschreven.
Enkele voorbeelden van gebruikte kruiden en de hun toegeschreven werking zijn:
- Rozemarijn - Is een opwekkend kruid. Verbetert de doorbloeding van de huid en gaat roos tegen.
- Eucalyptus - Is goed voor de luchtwegen en gaat verkoudheid tegen, ontsmettend.
- Dennen - Verstevigt de huid en is verfrissend. Rijk aan vitamine C
- Lavendel - Is rustgevend
- Citroen en limoen - Werkt verfrissend en ontsmettend, werkt op het immuunsysteem door het aanmaken van antistoffen.
- Sinaasappel - Werkt ontspannend vanwege de opwekkende oliën.
- Bloemen - Geeft energie en maken vrolijk.
- Jasmijn - Wordt enigszins exotisch ervaren. Is rustgevend en werkt ontspannen op de spieren, maar geeft ook energie.

Behalve kruiden met water bestaan er ook varianten van kruiden in het melkbad, al dan niet met honing.